# OFK Pirin Blagoevgrad
L'OFK Pirin Blagoevgrad (en búlgar Футболен клуб Пирин Благоевград) és un club de futbol búlgar de la ciutat de Blagoevgrad.

## Història
El club va néixer de la fusió de Pirin 1922 i PFC Pirin Blagoevgrad. El PFC Pirin Blagoevgrad va ser fundat el 1931 amb el nom Makedonska Slava (Glòria de Macedònia), el 1957 esdevingué DFS Pirin i el 2001 PFK Pirin.

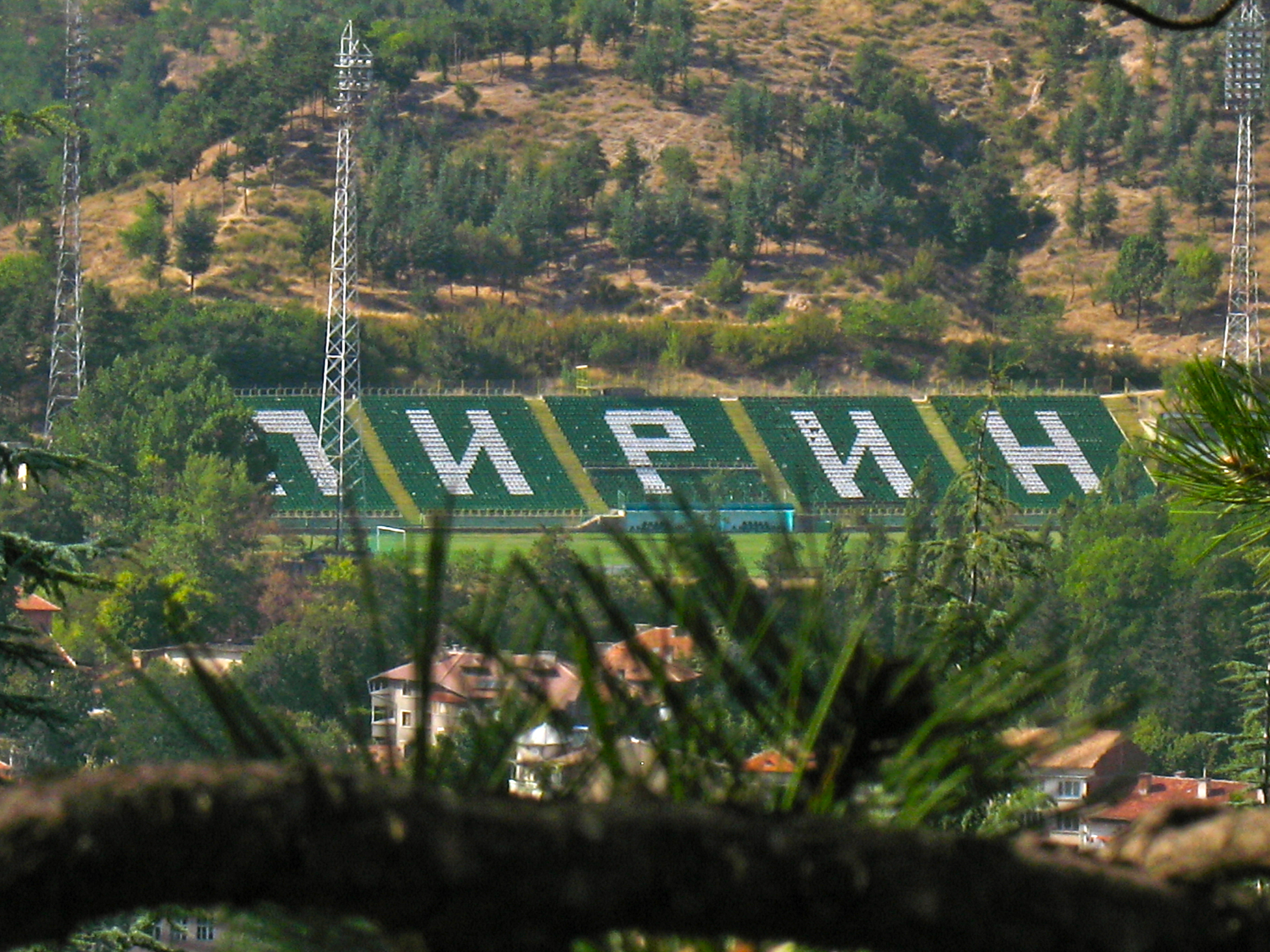
Estadi Hristo Botev.